# James Clugnet
James Clugnet, né le 4 décembre 1996 à Grenoble, est un fondeur britannique.

## Biographie
Né d'un père français et d'une mère britannique, il est élevé à dans les Alpes et commence la compétition en ski de fond à l'âge de neuf ans. Il fait ses débuts internationaux lors de la saison 2012-2013 représentant la Grande-Bretagne, prenant part au Festival olympique de la jeunesse européenne. Entre 2014 et 2016, il cumule trois participations aux Championnats du monde junior, puis passe au niveau espoir en 2016-2017, avec des débuts en Coupe OPA et une sélection aux Championnats du monde des moins de 23 ans dans l'Utah, où il figure parmi les derniers. Surtout, en 2017, il connaît sa première expérience parmi l'élite du sport, concourant aux Championnats du monde à Lahti, avec comme résultats 65e du quinze kilomètres et 73e du sprint.
Lors de la saison 2017-2018, commençant à recevoir un soutien financier national,, il est appelé pour la première fois pour participer à la Coupe du monde à l'occasion du Ruka Triple. Cet hiver, il enregistre son meilleur résultat dans cette compétition avec une 34e au sprint de Dresde, tandis qu'il prend la 13e place au sprint des Championnats du monde des moins de 23 ans à Goms.
En décembre 2018, il inscrit ses premiers points pour le classement de la Coupe du monde avec le 28e rang au sprint libre de Davos. Cet hiver, il contribue au meilleur résultat britannique dans une compétition collective avec le sixième rang au sprint par équipes à Dresde avec Andrew Young. Clugnet franchit aussi la barre du top 20, occupant notamment la 14e place du sprint aux Finales de Québec. En 2019, aux Championnats du monde à Seefeld, il atteint la phase finale du sprint libre (25e) et se classe onzième du sprint par équipes.
En 2020, il devient demi-finaliste dans la discipline du sprint à deux reprises en Coupe du monde, dont à Åre, où il obtient son premier top dix, terminant neuvième. Au début de la saison suivante, il améliore d'une position ce résultat à l'occasion du sprint libre de Davos. Sélectionné pour les Jeux olympiques d'hiver de 2022 à Pékin, il se montre ambitieux et rêve du podium.
Toujours attaché à ses racines chartrousines, il réside désormais à Oslo, en Norvège.

## Palmarès

### Jeux olympiques
| Épreuve / Édition | Sprint | Sprint                           | 15 km                            | 15 km     | Skiathlon 2 × 15 km | 50 km | Relais | Relais    |
| Épreuve / Édition | libre  | classique                        | libre                            | classique | Skiathlon 2 × 15 km | 50 km | Sprint | 4 × 10 km |
| JO 2022 Pékin     |        | Épreuve inexistante à cette date | Épreuve inexistante à cette date |           |                     |       |        |           |

Légende :
- : pas d'épreuve
- — : non disputée par Clugnet

### Championnats du monde
| Épreuve / Édition        | Sprint                           | Sprint                           | 15 km                            | 15 km                            | Skiathlon 2 × 15 km | 50 km | Relais | Relais    |
| Épreuve / Édition        | libre                            | classique                        | libre                            | classique                        | Skiathlon 2 × 15 km | 50 km | Sprint | 4 × 10 km |
| Mondiaux 2017 Lahti      | 73e                              | Épreuve inexistante à cette date | Épreuve inexistante à cette date | 65e                              | -                   | -     | —      | —         |
| Mondiaux 2019 Seefeld    | 25e                              | Épreuve inexistante à cette date | Épreuve inexistante à cette date | -                                | -                   | -     | 11e    | -         |
| Mondiaux 2021 Oberstdorf | Épreuve inexistante à cette date | 40e                              | 62e                              | Épreuve inexistante à cette date | -                   | -     | 13e    | —         |

Légende :
- : pas d'épreuve
- — : non disputée par Clugnet

### Coupe du monde
- Meilleur classement général : 66e en 2021.
- Meilleur résultat individuel : 8e.

#### Classements en Coupe du monde
| Saison    | Classement général final | Classement distance | Classement sprint |
| 2018-2019 | 79e                      |                     | 39e               |
| 2019-2020 | 73e                      |                     | 34e               |
| 2020-2021 | 66e                      |                     | 26e               |